# Skylotec
Die Skylotec GmbH mit Sitz in Neuwied (Rheinland-Pfalz) ist ein deutscher Hersteller von persönlicher Schutzausrüstung gegen Absturz.

## Geschichte
Das Unternehmen wurde im Jahr 1948 von Eduard Kaufmann für die Produktion von Sicherheitsgurten für den Bergbau und Schleifkörben für die Grubenrettung gegründet. Neben weiteren Produkten für den Bergbau wurden seit 1969 auch Sicherheitsgurte für die Feuerwehr produziert. Die ersten Schaufeltragen aus Aluminium kamen 1973 aus Kaufmanns Produktion.
Eduard Kaufmann verkaufte im Jahr 1982 sein Unternehmen an Wolfgang Rinklake, die Eduard Kaufmann GmbH wurde gegründet.
Das nunmehr in Neuwied sitzende Werk produzierte dort u. a. die ersten, komplett aus Edelstahl gefertigten Schleifkörbe, auf die Eduard Kaufmann ein Gebrauchsmuster vom Deutschen Patentamt erhielt. Durch die damit verringerte Gefahr des Funkenschlages wurde er in deutschen Bergwerken zunehmend verwendet.
Kai Rinklake übernahm im Jahr 2000 die Geschäftsführung, seit April 2022 auch der ehemalige Prokurist Alexander Merl.
Er gründete ein Schulungszentrum und baute den internationalen Vertrieb in Europa, Nordafrika, im Nahen Osten und in Asien aus. Drei Jahre später wurde die EKN Asia Pacific pte. Ltd. in Singapur, die erste ausländische Vertriebsgesellschaft, gegründet. Den Namen Skylotec führt das Unternehmen seit 2005. Ein Jahr später übernahm Skylotec den Geschäftsbereich Retten + Sichern der Schweizer mammuttec AG.
Nach der Insolvenz des Gurtherstellers C. J. Schickhardt GmbH & Co. KG übernahm Skylotec das Unternehmen und führt es unter dem Namen Inobelt GmbH als eigenständiges Unternehmen weiter.
Neben der Absturzsicherung sieht das Unternehmen eine weitere Kernkompetenz in der Verarbeitung und Fertigung von Bändern und Seilen. Seit 2008 wurde das Unternehmen um die Sparte Bergsport erweitert.
Mit Vertical Rescue College erweiterte Skylotec am 18.0Juni 2010 den Trainingsbereich das die Schulungsaktivitäten des Unternehmens aus verschiedenen Bereichen vereint.
Mit der Übernahme des schwedischen Unternehmens ActSafe, einem Produzenten für motorisch betriebene Seilwinden, erweitert Skylotec 2019 sein Produktsegment.
2021 wird Climbing Technology, ein Hersteller für Karabinerhaken aus Italien übernommen.

## Standorte
Das Unternehmen unterhält in Neuwied drei Werke; in einem der drei Werke ist zusätzlich zur Produktion die Verwaltung untergebracht, in einem anderen das Zentrallager. Weiterhin gibt es seit dem 11. Dezember 2008 eine Produktion in Gyomaendröd (Ungarn).
Darüber hinaus werden folgende Vertriebsbüros genutzt:
- Representación Skylotec; Alicante, Spanien
- Repräsentation Sklyotec Schweiz; Grächen, Schweiz
- Rappresentante Sklyotec Italie; Cernusco sul Naviglio, Italien
- Skylotec Polska; Domasław, Gemeinde Kobierzyce, Polen
- Sales Representative in China
- Skylotec North America; Boulder, USA
- Representative South America; Jandira (São Paulo), Brasilien

## Auszeichnungen
- 2007 iF product design award für einen patentierten Auffanggurt
- 2008 OutDoor INDUSTRY AWARD für eine Klettergurt
- 2008 iF Design Award 2008 für einen Komplettgurt zur Absturzsicherung[10]
- 2009 Ispo Brand New Awards für eine Klettergurt[11]
- 2010 iF product design award 2010 für einen Karabinerhaken[12]
- 2011 red dot design award für einen Karabinerhaken[13]
- 2013 iF DESIGN AWARD: PinchLock II Carabiner[14]
- 2014 iF DESIGN AWARD: OFFSHORE MASTER, German Design Award: PinchLock II Carabiner[15]
- 2015 iF DESIGN AWARD: SKYRAIL - Cable Safety System for horizontal applications[16]
- 2016 TOP JOB: Top Employer, ISPO Award Gold Winner: EPIC - Electronic Partner for Individual Climbing, iF DESIGN AWARD: IGNITE SERIES - Safety Harness Series
- 2017 OutDoor INUSTRY AWARD Gold Winner: RIDER 3.0 - Via ferrata set, German Design Award: IGNITE SERIES - Safety Harness Series
- 2018 TOP JOB: Top Employer, iF DESIGN AWARD: INCEPTOR GRX - Industrial Climbing Helme[17]
- 2019 German Design Award: INCEPTOR GRX - Industrial Climbing Helmet

## Gebrauchsmuster
Die Firma Skylotec hat mehrere Gebrauchsmuster beim Deutschen Patent- und Markenamt eingetragen.